# Орио-аль-Серио
О́рио-аль-Се́рио (итал. Orio al Serio) — коммуна в Италии, располагается в регионе Ломбардия, в провинции Бергамо. Здесь расположен одноимённый аэропорт.
Население составляет 1679 человек (2008 г.), плотность населения составляет 554 чел./км². Занимает площадь 3 км². Почтовый индекс — 24050. Телефонный код — 035.
Покровителем коммуны почитается святой Георгий Победоносец, празднование 23 апреля.

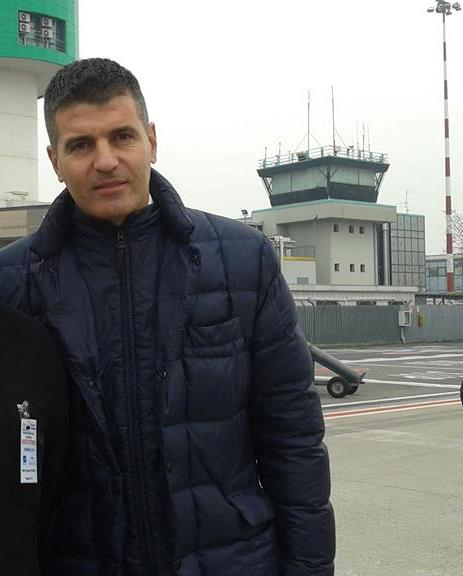
Мэр коммуны Орио-аль-Серио Алессандро Коллетта на инаугурации первого рейса авиакомпании Победа связавшего московский аэропорт Внуково c Бергамо, 21.12.2015

## Демография
Динамика населения:

## Администрация коммуны
- Официальный сайт: http://www.comune.orioalserio.bg.it